# Bělá nad Svitavou
Obec Bělá nad Svitavou, dříve Německá Bělá (německy Deutsch Bielau, Bielau, či Deutsche Biela), se nachází v okrese Svitavy v Pardubickém kraji. Žije zde 479 obyvatel.

## Historie
První písemná zmínka o obci pochází z roku 1502.
Od 1. dubna 1976 do 31. srpna 1990 byla vesnice součástí obce Lavičné a od 1. září 1990 se stala samostatnou obcí.
Právo užívat znak a vlajku bylo obci uděleno rozhodnutím Poslanecké sněmovny Parlamentu České republiky dne 28. listopadu 2000.

## Obyvatelstvo
| Rok            | 1869  | 1880  | 1890  | 1900  | 1910  | 1921  | 1930  | 1950 | 1961 | 1970 | 1980 | 1991 | 2001 | 2011 | 2021 |
| -------------- | ----- | ----- | ----- | ----- | ----- | ----- | ----- | ---- | ---- | ---- | ---- | ---- | ---- | ---- | ---- |
| Počet obyvatel | 1 053 | 1 167 | 1 209 | 1 225 | 1 259 | 1 098 | 1 158 | 693  | 736  | 708  | 605  | 498  | 477  | 505  | 485  |
| Počet domů     | 153   | 157   | 161   | 165   | 169   | 177   | 207   | 190  | 171  | 166  | 158  | 172  | 188  | 197  | 201  |

## Obecní správa a politika
Obec se člení na 2 základní sídelní jednotky: Bělá nad Svitavou a Nová Amerika.

## Osobnosti
- Jakub Kolečko (1803–1847) – česko-rakouský patolog a soudní lékař

## Pamětihodnosti
- Kostel Všech svatých postaven 1751–1767.
- Hrob Ivana Banděreva, radisty výsadku Mayer na místním hřbitově
- Fara z roku 1720
- Pomník obětem první světové války z roku 1921
- Pomník židovských obětí druhé světové války z Schindlerovy továrny v Brněnci na místním hřbitově
- Železný kříž s kamenným podstavcem mezi Bělou nad Svitavou a Březovou nad Svitavou, uprostřed polí při polní cestě se dvěma lipami s nápisem na kameni : Gewiedmet / von / Johann u. Katharina / Blaschka / No 25 D. Bielau / 1891.

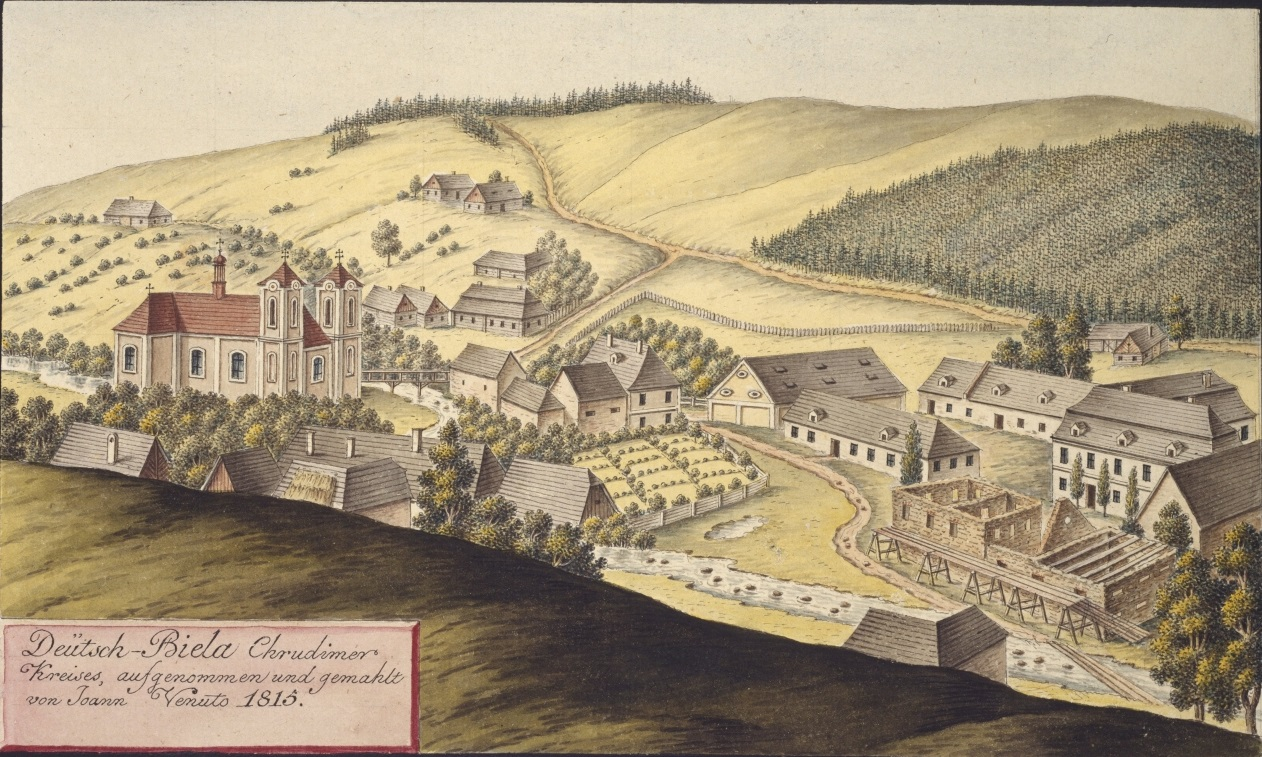
Bělá nad Svitavou, kresba Johanna Venuta z roku 1815
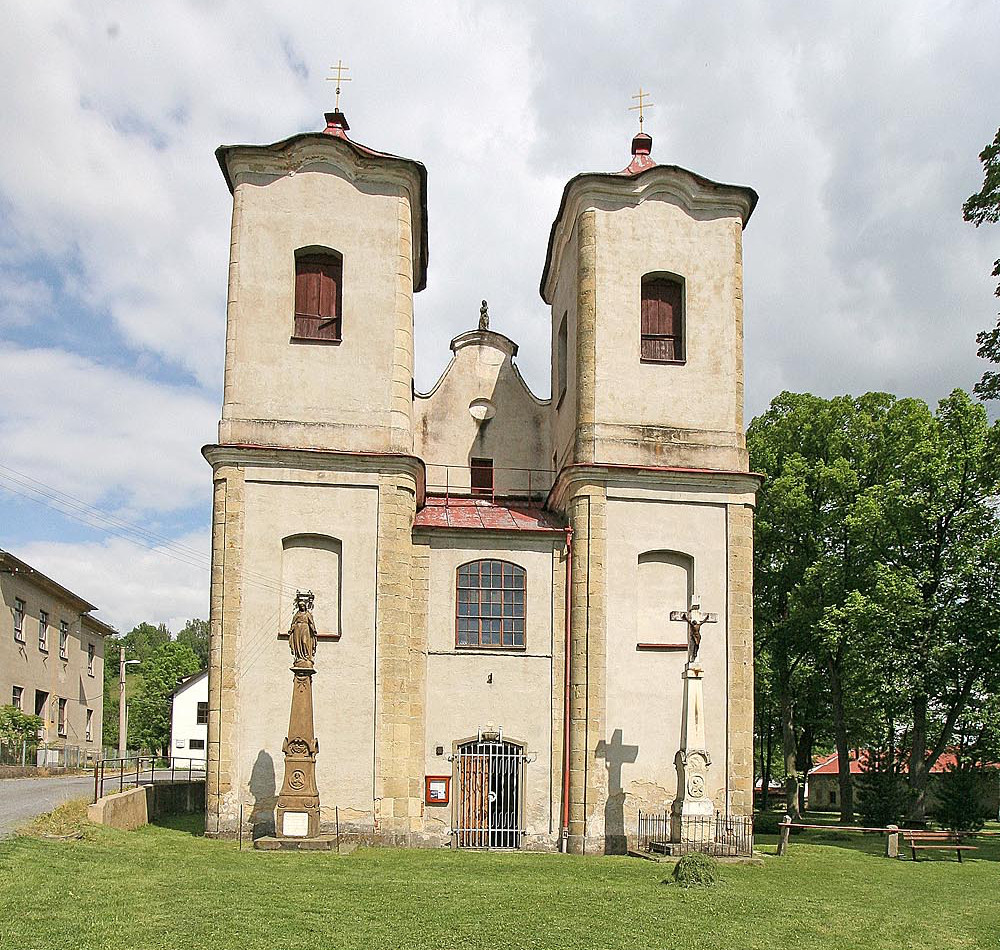
Kostel Všech svatých
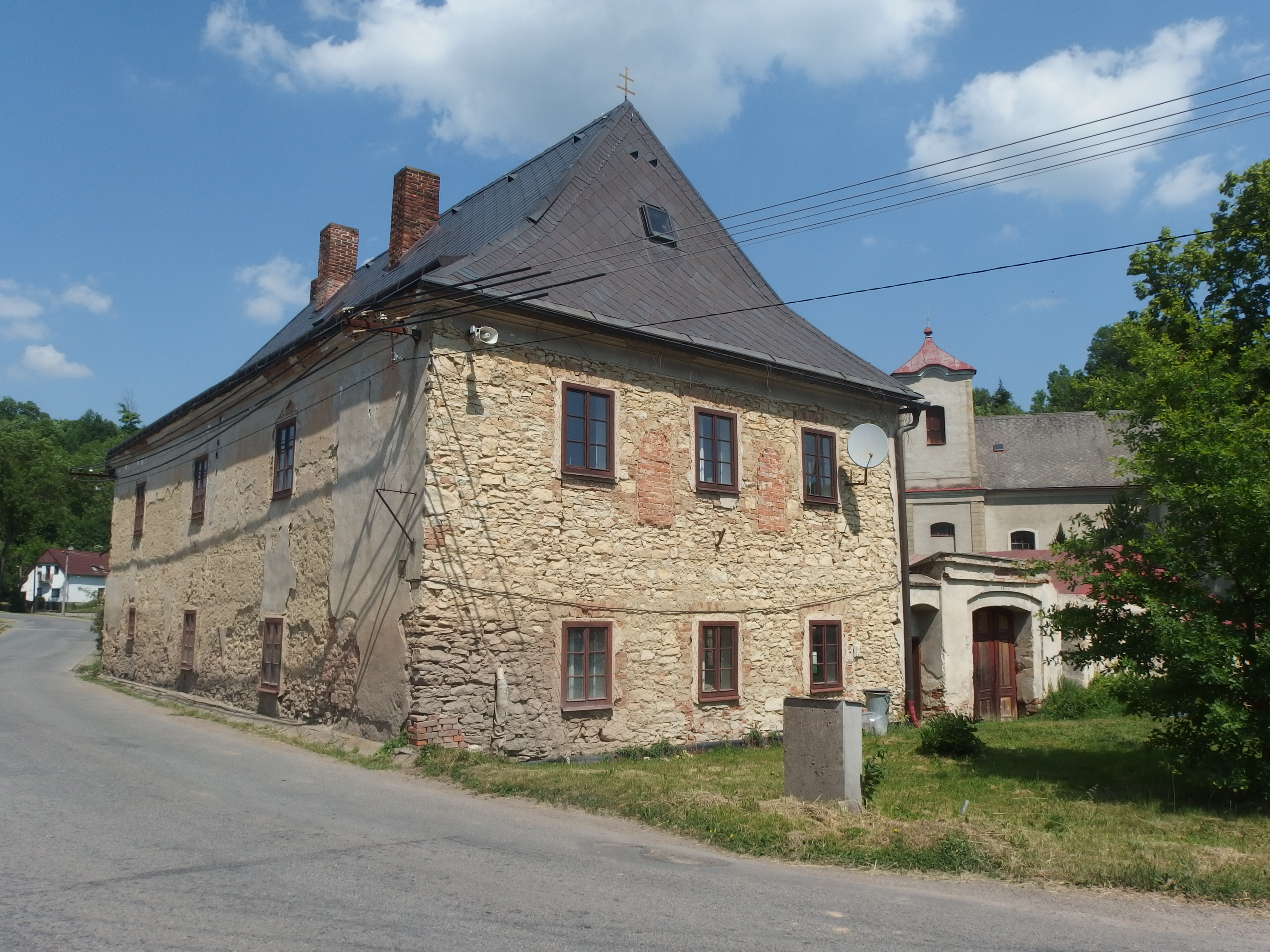
Památkově chráněná fara
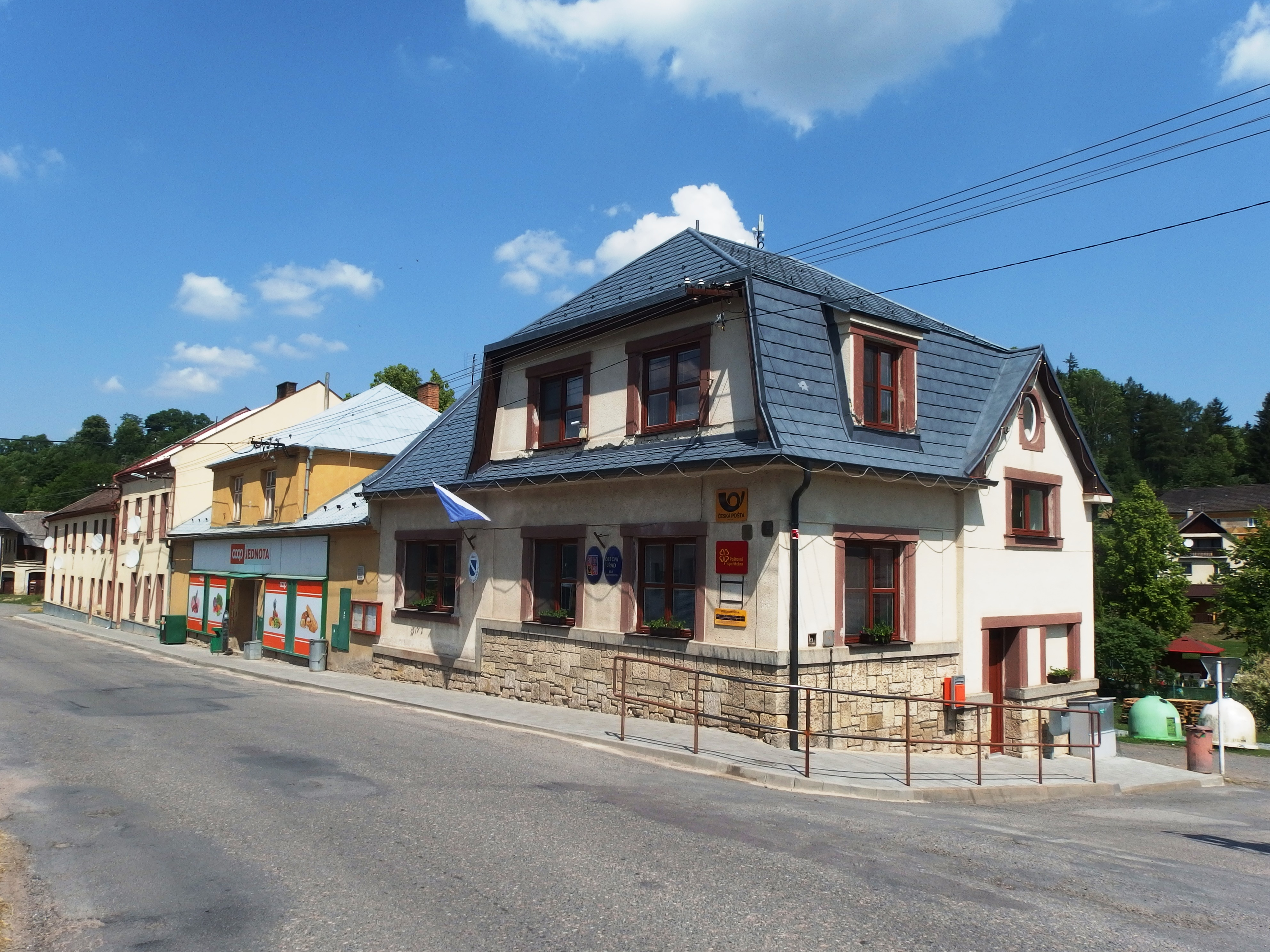
Obecní úřad
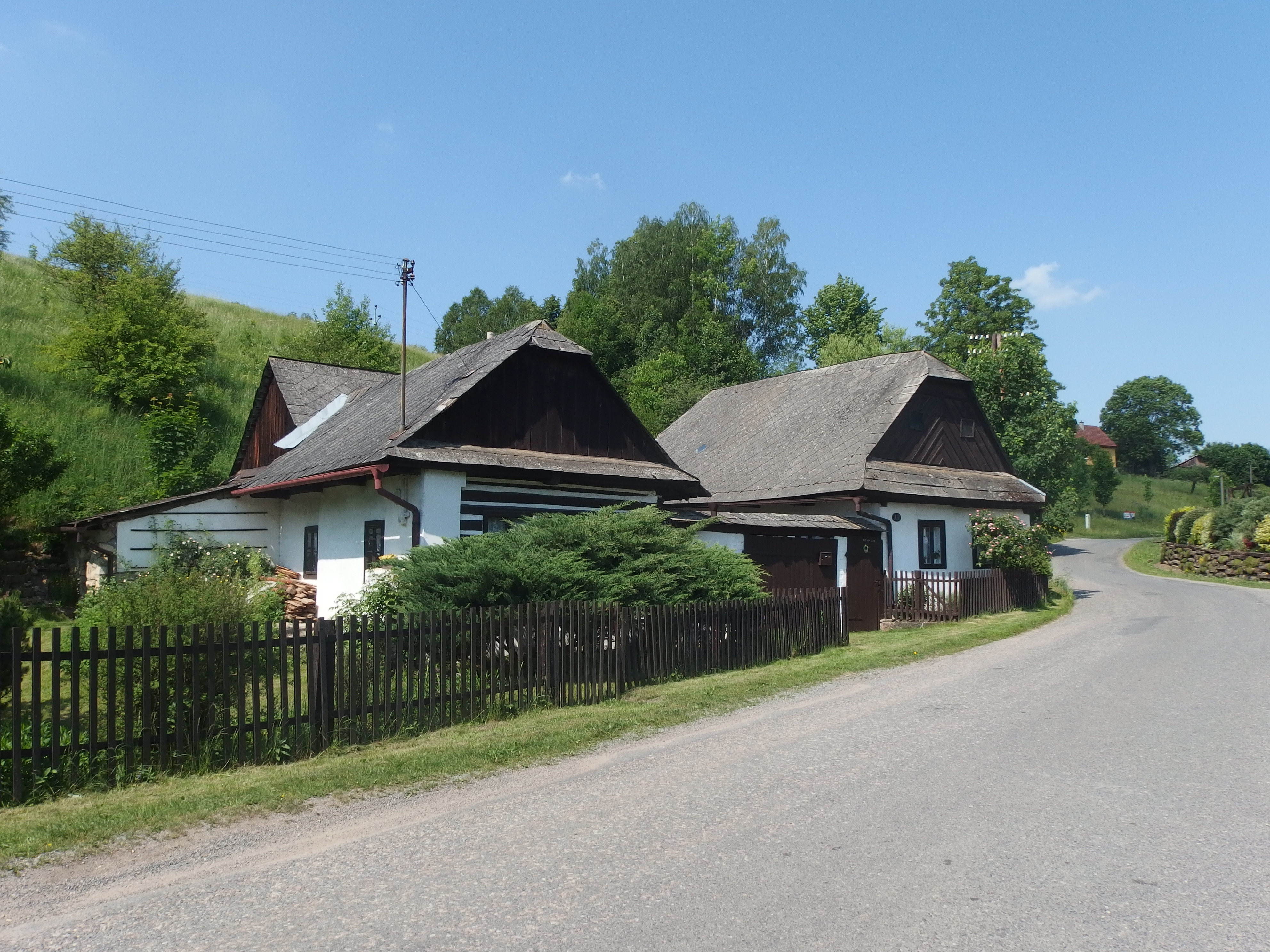
Usedlost poličského typu